# Vjatja
Vjatja (vitryska: Вяча) är ett vattendrag i Belarus.   Det ligger i voblasten Minsks voblast, i den centrala delen av landet, 13 km nordväst om huvudstaden Minsk.
Runt Vjatja är det tätbefolkat, med 550 invånare per kvadratkilometer.